# Marija Jewgenjewna Filatowa
Marija Jewgenjewna Filatowa (russisch Мария Евгеньевна Филатова; * 19. Juli 1961 in Leninsk-Kusnezki, Sowjetunion) ist eine ehemalige sowjetische Kunstturnerin, die bei den Olympischen Spielen 1976 und 1980 mit der sowjetischen Mannschaft siegte.

## Karriere
Filatowas internationale Karriere begann bei den Olympischen Spielen 1976 in Montreal. Die sowjetische Mannschaft siegte mit Nelli Kim, Ljudmila Turischtschewa, Olga Korbut, Elwira Saadi, Marija Filatowa und Swetlana Grosdowa.  Im Mehrkampfwettbewerb hatten Filatowa und Grosdowa mit gleicher Punktzahl das neuntbeste Ergebnis, konnten sich aber gegen ihre besser platzierten Mannschaftskameradinnen nicht für die Einzelwettbewerbe qualifizieren.
Nach dem Rücktritt von Turischtschewa, Korbut und Saadi gewann Filatowa bei den Europameisterschaften 1977 in Prag ihre ersten internationalen Medaillen. Am Schwebebalken erhielt sie die Bronzemedaille hinter Jelena Muchina und Nelli Kim. Noch erfolgreicher war die sowjetische Riege im Bodenturnen, da Muchina und Filatowa mit gleicher Punktzahl beide die Goldmedaille erhielten und Kim die Bronzemedaille. Im Sprung belegte Filatowa den vierten Platz, im Mehrkampf war sie Fünfte und am Stufenbarren Sechste.
Bei den Weltmeisterschaften 1978 in Straßburg gewann Filatowa mit der sowjetischen Riege den Mannschaftswettbewerb, konnte sich aber als viertbeste Turnerin ihrer Riege hinter Muchina, Kim und Natalja Schaposchnikowa nicht für den Einzelmehrkampf qualifizieren. Sie erreichte lediglich das Finale am Stufenbarren und belegte dort den vierten Platz. Im Jahr darauf gewann Filatowa mit der sowjetischen Riege die Silbermedaille hinter den Rumäninnen bei den Weltmeisterschaften in Fort Worth.
Der Saisonhöhepunkt 1980 waren die Olympischen Spiele in Moskau. Vor heimischem Publikum gewann die sowjetische Riege den Mannschaftswettbewerb in der Besetzung Jelena Dawydowa, Natalja Schaposchnikowa, Nelli Kim, Marija Filatowa, Stella Sacharowa und Jelena Naimuschina. Filatowa erreichte lediglich das Finale am Stufenbarren, in diesem Wettbewerb gewannen von den sechs Finalteilnehmerinnen fünf eine Medaille. Hinter der Olympiasiegerin Maxi Gnauck und Emilia Eberle erreichten Steffi Kräker, Melitta Rühn und Marija Filatowa die gleiche Punktzahl und es gab drei Bronzemedaillen. Lediglich Nelli Kim ging als Sechste am Stufenbarren leer aus, sie gewann aber gleichauf mit Nadia Comăneci die Bodenkür.
Auch die Turn-Weltmeisterschaften 1981 fanden in Moskau statt. Die sowjetische Riege mit Marija Filatowa gewann den Mannschaftstitel mit deutlichem Vorsprung. Im Einzelmehrkampf siegte Olga Bitscherowa, Marija Filatowa als Zweite und Jelena Dawydowa als Dritte komplettierten das sowjetische Siegertrio. Filatowa erreichte lediglich am Schwebebalken das Gerätefinale und belegte da den sechsten Platz.
1982 beendete Filatowa ihre Karriere, sie arbeitete später in Belfast und zog dann weiter nach Rochester im Bundesstaat New York, wo sie ein Gymnastikstudio betreibt.